# Protapanteles solanae
Protapanteles solanae är en stekelart som först beskrevs av Whitfield 1996.  Protapanteles solanae ingår i släktet Protapanteles och familjen bracksteklar. Inga underarter finns listade i Catalogue of Life.